# Tweede Kamerverkiezingen in het kiesdistrict Tiel (1888-1918)

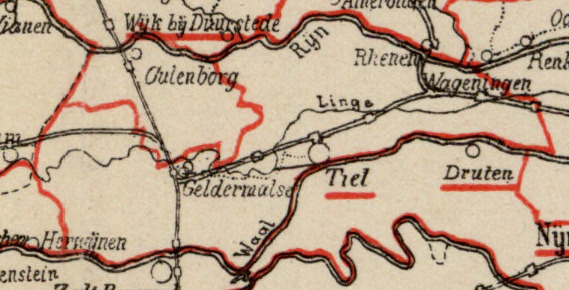
Kiesdistrict Tiel (1888)

Tweede Kamerverkiezingen in het kiesdistrict Tiel (1888-1918) geeft een overzicht van verkiezingen voor de Nederlandse Tweede Kamer in het kiesdistrict Tiel in de periode 1888-1918.
Het kiesdistrict Tiel was al ingesteld in 1850. De indeling van het kiesdistrict werd gewijzigd na de grondwetsherziening van 1887; tevens werd het kiesdistrict toen omgezet in een enkelvoudig district. Tot het kiesdistrict behoorden vanaf dat moment de volgende gemeenten: Beesd, Deil, Dodewaard, Echteld, Est en Opijnen, Geldermalsen, Haaften, Kesteren, Lienden, Maurik, Nederhemert, Ophemert, Tiel, Varik, Waardenburg, Wadenoijen en IJzendoorn.
Het kiesdistrict Tiel vaardigde in dit tijdvak per zittingsperiode één lid af naar de Tweede Kamer. 
Legenda
- vet: gekozen als lid van de Tweede Kamer.

## 6 maart 1888
De verkiezingen werden gehouden na vervroegde ontbinding van de Tweede Kamer.
|                               | 6 maart |
| ----------------------------- | ------- |
| Kiesgerechtigden              | 2.874   |
| Opkomst                       | 2.567   |
| Geldige stemmen               | 2.547   |
| Blanco stemmen                | 12      |
| Kandidaten                    |         |
| H.J. Dijckmeester             | 1.416   |
| G.J.T. Beelaerts van Blokland | 1.131   |

## 9 juni 1891
De verkiezingen werden gehouden na ontbinding van de Tweede Kamer.
|                                  | 9 juni |
| -------------------------------- | ------ |
| Kiesgerechtigden                 | 2.894  |
| Opkomst                          | 2.346  |
| Geldige stemmen                  | 2.319  |
| Blanco stemmen                   | 25     |
| Kandidaten                       |        |
| H.J. Dijckmeester                | 1.354  |
| M. Kolff                         | 565    |
| G.W. van Rechteren van Appeltern | 377    |

## 8 december 1891
Herman Dijckmeester, gekozen bij de verkiezingen van 9 juni 1891, overleed op 9 november 1891. Om in de ontstane vacature te voorzien werd een tussentijdse verkiezing gehouden.  
|                  | 8 december |
| ---------------- | ---------- |
| Kiesgerechtigden | 2.894      |
| Opkomst          | 2.349      |
| Geldige stemmen  | 2.327      |
| Blanco stemmen   | 16         |
| Kandidaten       |            |
| M. Tydeman       | 1.547      |
| Æ. Mackay        | 798        |

## 10 april 1894
De verkiezingen werden gehouden na ontbinding van de Tweede Kamer.
|                  | 10 april |
| ---------------- | -------- |
| Kiesgerechtigden | 2.879    |
| Opkomst          | 1.305    |
| Geldige stemmen  | 1.252    |
| Blanco stemmen   | 52       |
| Kandidaten       |          |
| M. Tydeman       | 1.054    |
| W.H. de Beaufort | 175      |

## 15 juni 1897
De verkiezingen werden gehouden na ontbinding van de Tweede Kamer.
|                      | 15 juni |
| -------------------- | ------- |
| Kiesgerechtigden     | 5.903   |
| Opkomst              | 4.888   |
| Geldige stemmen      | 4.803   |
| Blanco stemmen       | 85      |
| Kandidaten           |         |
| M. Tydeman           | 3.121   |
| W.K.F.P. van Bylandt | 1.241   |
| F. Mol               | 441     |

## 14 juni 1901
De verkiezingen werden gehouden na ontbinding van de Tweede Kamer.
|                  | 14 juni |
| ---------------- | ------- |
| Kiesgerechtigden | 5.639   |
| Opkomst          | 3.881   |
| Geldige stemmen  | 3.654   |
| Blanco stemmen   | 227     |
| Kandidaten       |         |
| M. Tydeman       | 2.621   |
| T. Heemskerk     | 1.033   |

## 16 juni 1905
De verkiezingen werden gehouden na ontbinding van de Tweede Kamer.
|                           | 16 juni |
| ------------------------- | ------- |
| Kiesgerechtigden          | 5.935   |
| Opkomst                   | 4.622   |
| Geldige stemmen           | 4.395   |
| Blanco stemmen            | 227     |
| Kandidaten                |         |
| M. Tydeman                | 2.666   |
| C. van der Voort van Zijp | 1.453   |
| H.P. de Wilde             | 276     |

## 11 juni 1909
De verkiezingen werden gehouden na ontbinding van de Tweede Kamer.
|                  | 11 juni |
| ---------------- | ------- |
| Kiesgerechtigden | 6.267   |
| Opkomst          | 4.465   |
| Geldige stemmen  | 4.252   |
| Blanco stemmen   | 213     |
| Kandidaten       |         |
| M. Tydeman       | 2.634   |
| H.C. Hogerzeil   | 1.305   |
| J.A. Bergmeyer   | 313     |

## 17 juni 1913
De verkiezingen werden gehouden na ontbinding van de Tweede Kamer.
|                  | 17 juni |
| ---------------- | ------- |
| Kiesgerechtigden | 6.816   |
| Opkomst          | 5.914   |
| Geldige stemmen  | 5.832   |
| Blanco stemmen   | 82      |
| Kandidaten       |         |
| M. Tydeman       | 3.279   |
| C. Smeenk        | 1.600   |
| L.M. Hermans     | 953     |

## 8 december 1916
Meinard Tydeman, gekozen bij de verkiezingen van 17 juni 1913, overleed op 4 november 1916. Om in de ontstane vacature te voorzien werd een tussentijdse verkiezing gehouden.  
|                           | 8 december |
| ------------------------- | ---------- |
| Kiesgerechtigden          | 7.454      |
| Opkomst                   | 5.606      |
| Geldige stemmen           | 5.525      |
| Blanco stemmen            | 81         |
| Kandidaten                |            |
| H.C. Dresselhuys          | 2.800      |
| J. Beelaerts van Blokland | 1.604      |
| L.M. Hermans              | 1.054      |
| A.G.A. van Rappard        | 67         |

## 15 juni 1917
De verkiezingen werden gehouden na ontbinding van de Tweede Kamer.
|                  | 15 juni |
| ---------------- | ------- |
| Kiesgerechtigden | 7.640   |
| Kandidaten       |         |
| H.C. Dresselhuys |         |

De zeven in de vorige Tweede Kamer vertegenwoordigde partijen hadden afgesproken in elkaars kiesdistricten geen tegenkandidaten te stellen. Dresselhuijs was derhalve de enige kandidaat; hij werd zonder nadere stemming gekozen verklaard. 

## Opheffing
De verkiezing van 1917 was de laatste verkiezing voor het kiesdistrict Tiel. In 1918 werd voor verkiezingen voor de Tweede Kamer overgegaan op een systeem van evenredige vertegenwoordiging met kandidatenlijsten van politieke partijen.